# Hanna Styrell
Johanna "Hanna" Matilde Styrell, (Estocolmo, 21 de enero de 1842 - 19 de abril de 1904) fue una actriz sueca y la amante real del rey Carlos XV de Suecia.

## Biografía
Styrell, nacida en Estocolmo, fue la hija de un panadero y comenzó su carrera como actriz a la edad de diecisiete años, cuando actuó en la inauguración del Teatro Odéon, en 1859, bajo el nombre de Hanna Stjernblad.

Fue presentada como la anfitriona en Bellevue, la casa de campo del rey, en el verano de 1860. Tras la apertura del parlamento en 1862, un documento declara:  
«Entre el público [asistente], que fue presentado en el acto, destacó cierta señorita (-)blad, escoltada al evento por dos mayordomos uniformados».
La "señorita (-)blad" se trataba de Hanna, que por aquel entonces empleó el apellido "Stjernblad". Como amante real vivió a menudo en la finca Väntorp, a poca distancia del Palacio de Ulriksdal, la cual le sería dada en 1866, año en el que Hanna ya había logrado cierta riqueza. Sus relaciones con el rey Carlos XV continuaron hasta el fallecimiento del monarca en 1872. Ambos acudieron a un balneario por separado mientras Carlos XV se encontraba enfermo, durante el último año de su vida. 
Styrell tuvo una hija con el monarca, de nombre Ellen Maria, nacida en 1865 y que fue puesta al cuidado de su propia hermanastra, Theresia.
En 1876 Styrell contrajo matrimonio con el oficial Adolf Tersmeden, que se convirtió en barón y terrateniente tras la muerte de su padre. Styrell aportó muchas mejoras a la finca Väntorp, acto que agradecieron los empleados.